# Carlo Cudicini
Carlo Cudicini (ur. 6 września 1973 w Mediolanie) – włoski piłkarz grający na pozycji bramkarza.

## Życiorys
Jest synem bramkarza Fabia Cudiciniego. Jest wychowankiem A.C. Milan. W jego pierwszej drużynie wystąpił dwukrotnie w rozgrywkach Ligi Mistrzów. W sezonie 1993/1994 został wypożyczony do Como 1907. W 1995 roku odszedł do AC Prato, a rok później do rzymskiego S.S. Lazio. Od 1997 roku grał w Castel di Sangro Cep 1953.
W 1999 roku odszedł do londyńskiego klubu Chelsea F.C. za 160 tysięcy funtów. Został wybrany przez kibiców graczem sezonu 2001/2002. Został też wybrany najlepszym bramkarzem Premier League sezonu 2002/2003, znajdując się w drużynie sezonu wybieranej przez angielskich piłkarzy. Z powodu kontuzji opuścił większą część sezonu 2003/2004. W sezonie 2004/05 pierwszym bramkarzem Chelsea został Petr Čech, a Cudicini stał się wyłącznie bramkarzem rezerwowym.
26 stycznia 2009 na zasadzie wolnego transferu przeniósł się do Tottenhamu Hotspur. W nowym klubie zadebiutował dzień później w meczu ze Stoke, w którym Tottenham wygrał 3:1.
31 grudnia 2012 podpisał kontrakt z Los Angeles Galaxy.
Związany jest z włoską aktorką Alessią Marcuzzi.